# شينجي ياماساكي
شينجي ياماساكي (باليابانية: 山崎慎次) هو لاعب كرة الماء ياباني، ولد في 13 نوفمبر 1962.

## وصلات خارجية
- شينجي ياماساكي على موقع أوليمبيديا (الإنجليزية)